# پارک ملی ساگوارو
پارک ملی ساگوارو (به انگلیسی: Saguaro National Park) یک پارک ملی در ایالت آریزونا در آمریکا است.
مساحت این پارک ۳۷۰ کیلومتر مربع است.
این پارک بخاطر کاکتوسهای منحصربه‌فرد آن شهرت دارد.